# Конак кнеза Милоша у Топчидеру
Конак кнеза Милоша у Топчидеру је конак који је за Милоша Обреновића подигнут 1831. године до 1834. године.

## Историја
Подигнут је по налогу кнеза Милоша Обреновића као централна грађевина репрезентативног дворског комплекса у Топчидеру. Градили су га  познати неимари Јања Михаиловић и Никола Ђорђевић под надзором главног кнежевог неимарa, Хаџи-Николе Живковића. Конак је био двор владара Кнежевине Србије, место одвијања важних друштвено-политичких догађаја. У њему је заседала Кнежевска скупштина и доношене важне одлуке за будућност и независност Србије. Његова градња представљала је један од неопходних видова испољавања управо стечене аутономије у обављању и одвијању друштвеног живота и јавних функција Србије, у односу на претходну Отоманску владавину. У њему је своје последње дане живота провео кнез Милош Обреновић за време своје друге владавине 1859-1860. године.
Испред овог здања је један од најстаријих и најлепших платана у Европи, заштићен као природна реткост (има више од 160 година). По једном податку, засађен је по наређењу кнеза Милоша, с пролећа 1832. у кречани коришћеној током зидања конака.
У стилско архитектонском погледу припада прелазном облику од изразито балканске градитељске традиције ка поступном прихватању елемената средњоевропске архитектуре. Утицај балканско-оријенталне традиције огледа се у централном распореду унутрашњих просторија као и у богатим сликаним декорацијама плафона, зидова и ниша, док се европски утицаји уочавају у класицистички конципираном порталу, појединим архитектонским детаљима као и у постављању објекта у слободни парковски простор.Зграда се састоји од  приземља и спрата, од којих су оба подељена на велики хол у средини, са седам соба распоређених около и четири помоћне просторије између њих, које су се звале оџаклије. Холови спрата и приземља су проширени диванханом. У приземљу се налазила Кнежева канцеларија, собе за стражу и трпезарија док је спрат имао резиденцијалну функцију. Такође на спрату су се налазиле собе кнежевог приватног апартмана. Састојао  се од парадне собе са припадајућом оставом, трпезарије, и богомоље, односно спаваће собе са нишом за иконе и кандило. Очувана декорација се налази на таваници хола, парадној соби, богомољи кнеза Милоша и диванхани. Са великом пажњом је украшена диванхана, која је имала и функцију простора за аудијенције.
Овде је 1935. отворен Шумарско-ловачки музеј краља Александра.
Приликом прославе 150-годишњице Првог српског устанка (1954), у Конаку је отворен Музеј Првог српског устанка са тематиком посвећеном читавом периоду ослободилачких борби против Турака (од 1804. до другог хатишерифа 1839). Експонати Музеја послужили су као полазна основа за формирање Историјског музеја Србије, 1963.
У конаку је 2013. године поводом 198. годишњице Другог српског устанка отворена нова стална поставка.
У склопу историјских околности конак кнеза Милоша носи печат свог времена, прелазног стања од дуготрајне подређености до стицања независности што се огледа у мешавини примењених стилова и начина градње.
У непосредној близини конака се налазе Топчидерска црква Светих апостола Петра и Павла и Црквени конак у Топчидеру.

## Галерија
- Одело Милоша Обреновића